# 東望洋燈塔景觀危機
東望洋燈塔景觀危機，是指世界文化遺產澳門歷史城區的組成部分及澳門象徵之一——東望洋燈塔所遭遇的景觀保育危機，亦是澳門世界文化遺產正遭受的其中一個威脅。2005年，東望洋燈塔作為澳門歷史城區的一部分被列入《世界遺產名錄》，同年澳門特區政府廢止《外港及新填海區都市規劃章程》及《南灣重整細則章程》兩項對當地世界遺產有保護作用的訓令，將東望洋山週邊範圍列為可任意開發的土地，批准在東望洋燈塔週邊興建會造成景觀破壞的高樓，部分工程在建成後的高度甚至會遠高於東望洋山，動搖燈塔的世遺地位。事件引起各界關注，有民間團體開展一系列活動以阻止東望洋山週邊的超高樓工程。截至2018年，除中央人民政府駐澳門特別行政區聯絡辦公室大樓（中聯辦大樓）已建造完畢外，其他具有爭議的工程不是處於計劃階段中、興建中就是被擱置。
澳門政府在相關議題的處理手法備受批評，事件亦引起聯合國教科文組織世遺委員會關注以及介入調查，並且對澳門當局作出警告，亦有民間聲音批評中聯辦帶頭破壞世界文化遺產。2007年，澳門居民致函聯合國教科文組織，指出包括中聯辦大樓在內的相關工程破壞世界遺產東望洋燈塔的景觀，教科文組織隨後向澳門政府發出警告，前澳門特首何厚鏵後來簽署第83/2008號行政長官批示（俗稱「限高批示」），限制東望洋燈塔周邊興建的樓宇的高度，然而與《外港及新填海區都市規劃章程》及《南灣重整細則章程》被特區政府廢除前的澳葡時期比較，高度限制實際上在澳門回歸後被全面放寬，被批評以限高為名，實際上是大幅度放寬了燈塔範圍內2.8平方公里樓宇高度，以過半限高區面積掩護近半75米高度以上限高區。另外，儘管中聯辦在抗議聲音下作出讓步，將原計劃的99.9米降至88米，然而燈塔的景觀在客觀結果下同樣被嚴重破壞（根據「限高批示」，中聯辦大樓所在位置的限高為90米），也導致地產發展商跟隨和仿效。
澳門在經濟高速發展和房地產市場熾熱下，大量新興建的樓宇在不同程度上破壞了世遺景點的環境與景觀。現時松山上的東望洋燈塔已被山下多座高樓包圍，若未來各種未建成的高樓項目被完成，東望洋燈塔的景觀將會進一步受到破壞。與澳門以外不少採取限制景區建築物高度，以保育景區的原始景觀風貌的景區相比，屢次製造超高樓問題的澳門政府被批評反之而行，違反市民保護世遺景觀的期望，以及讓坊間質疑澳門文化局因害怕權貴而不敢發聲。美國史丹佛大學教授陳明銶和澳門大學教授余永逸評論，東望洋燈塔的案例證明了澳門政府忽視了在城市規劃中對文化遺產的保護。

## 歷史背景

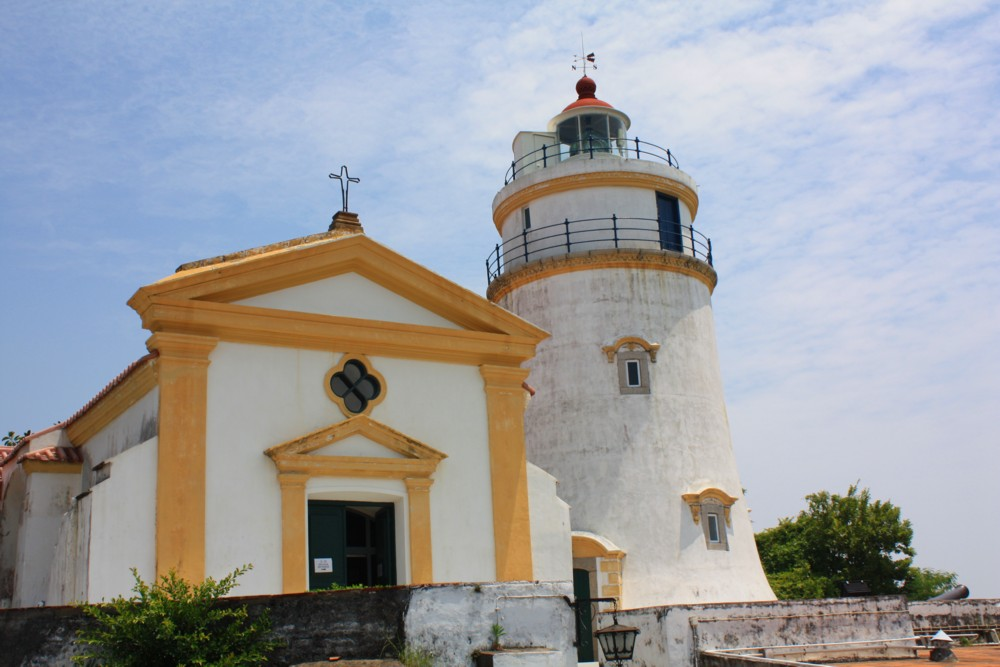
東望洋燈塔是澳門的象徵之一

東望洋燈塔（俗稱松山燈塔）位於澳門半島東望洋山山頂的東望洋炮台上，建於清朝同治三年（1864年），由澳門土生葡人路士‧維森特‧羅扎（Carlos Vincente Da Rocha）設計，是中國沿岸地區最古老的燈塔，其所在座標正是澳門在世界地圖上所在位置，是澳門的象徵。
1992年，東望洋燈塔被評選為「澳門八景」之一，並於2005年作為澳門歷史城區的部分被列入《世界遺產名錄》。

## 景觀特點

從東望洋山上可俯瞰幾乎整個澳門半島

東望洋燈塔及炮台位於澳門半島最高峰東望洋山的最高位置，在該處可俯瞰幾乎整個半島地區。澳門文化遺產委員會委員、具有法國文化遺產建築師資格的呂澤強指出，一座受景觀保護的建築，涉及的景觀分兩方面，分別是「從該建築物作為眺望基點向外觀看的景觀」，以及「從位於建築物以外具有特殊意義的眺望點觀看建築物的景觀」。他指出，歐洲中世紀及文藝復興時期城鎮設計的其中一個特點，是軍事要塞與城市街道互相建立特定的視覺聯繫，而該視覺聯繫主要是出於軍事防禦與城市監控的考慮，歷史上的澳門城也具有上述歐洲城鎮設計的特徵。在近現代澳門城區未擴展之前，遠離澳門城區的東望洋燈塔和東望洋炮台在視覺上仍然保持著重要的聯繫。他亦指出，在保護歷史城區方面，除了對周邊建築的高度作出限制，也要制定「景觀視廊」。
部分較為重要的仰望點包括東望洋燈塔南部羅理基博士大馬路一帶、燈塔北面的塔石廣場和東南面的金蓮花廣場，當中從南部山腳下的羅理基博士大馬路可觀看東望洋燈塔與山體相連的景觀，亦可看到燈塔旁的聖母雪地殿聖堂的正面立面，是其他視覺聯繫點缺乏的優勢，然而該獨特的仰望點已幾乎被羅理基博士大馬路一帶新建的高層樓宇徹底破壞。
2005年第29屆世界遺產委員會會議中評論：「澳門作為拿出色的建築群範例，見證了過去450多年的中西文明薈萃的發展歷程，城市空間與建築群成功結合，展現了歷史的足跡。」委員會特別建議澳門「應盡一切努力開發管理系統，以保留現有結構和視覺完整性，以及保護提名地區在現代背景下的主要視野。」

## 景觀危機
在東望洋燈塔被列入《世界遺產名錄》的同年，澳門政府在未有向公眾諮詢和解釋下，廢止了對保護世界遺產景觀具有積極和正面意義的《外港新填海都市規劃章程》第68/91/M號訓令及《南灣海灣重整計劃之細則章程》第69/91/M號訓令，允許在海拔高度僅91米的東望洋山下羅理基博士大馬路一帶的7幅土地建造最低高度可達90米的超高樓群，破壞燈塔的景觀，引起各界包括聯合國教文科組織的關注及警告。

### 監測指標
根據世界遺產中心要求，所有於1998年後提報世界遺產名錄的申報文本，必須列出該世界遺產的相關監測項目，該措施促使各締約國關注自己國家內不同遺產類型所隱含的固定與變動監測指標，而「澳門歷史城區」的評量維護狀態的關鍵指標如下（當中監測的變動因素之一「週邊環境的變化」已被破壞）：
- 歷史真實性的維護狀態；
- 外部的修改與改變；
- 結構穩定性；
- 滲流；
- 氣候；
- 部份或整體的置換或損壞；
- 修復材料的歷史真實性；
- 週邊環境的變化。

有公民團體批評城區周圍環境景觀不但沒有被維護及改善，相反的是，自從澳門政府撤銷對世界遺產有保護作用的章程後，東望洋燈塔的周邊興建了影響燈塔景觀的高層建築，而據教科文組織報告，有兩個因素正影響澳門的世界遺產：「緩衝區周邊區域內的建築工程潛在著負面影響」和「欠缺妥善的管理制度」。

### 超高樓風波

#### 136地段（已建成之中聯辦大樓）

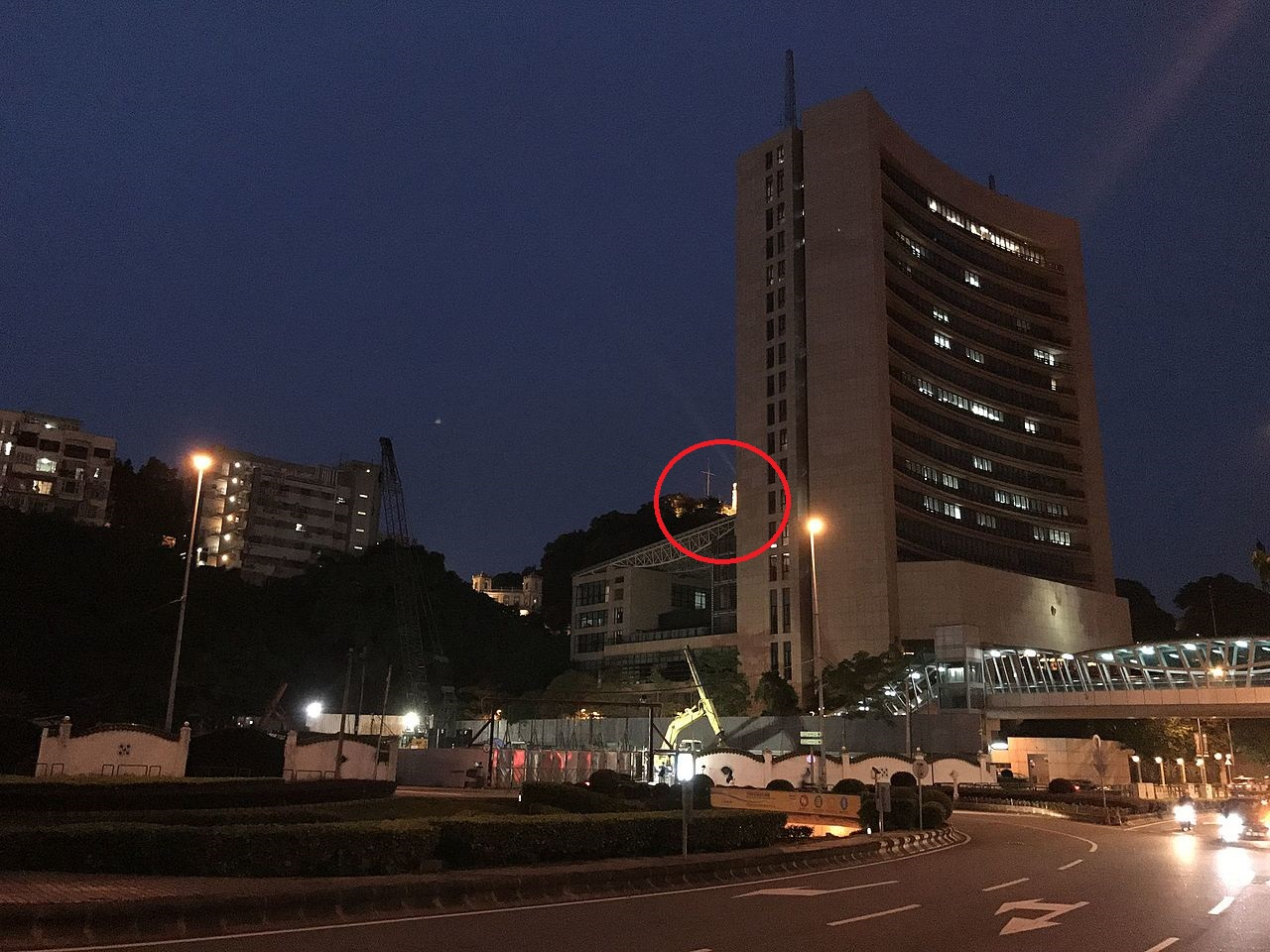
2017年的景觀，從羅理基博士大馬路望向東望洋燈塔的視線幾乎被中聯辦大樓（136地段）阻擋，在大樓旁興建中的將達至85.20米高的高樓（135地段）將進一步破壞燈塔景觀

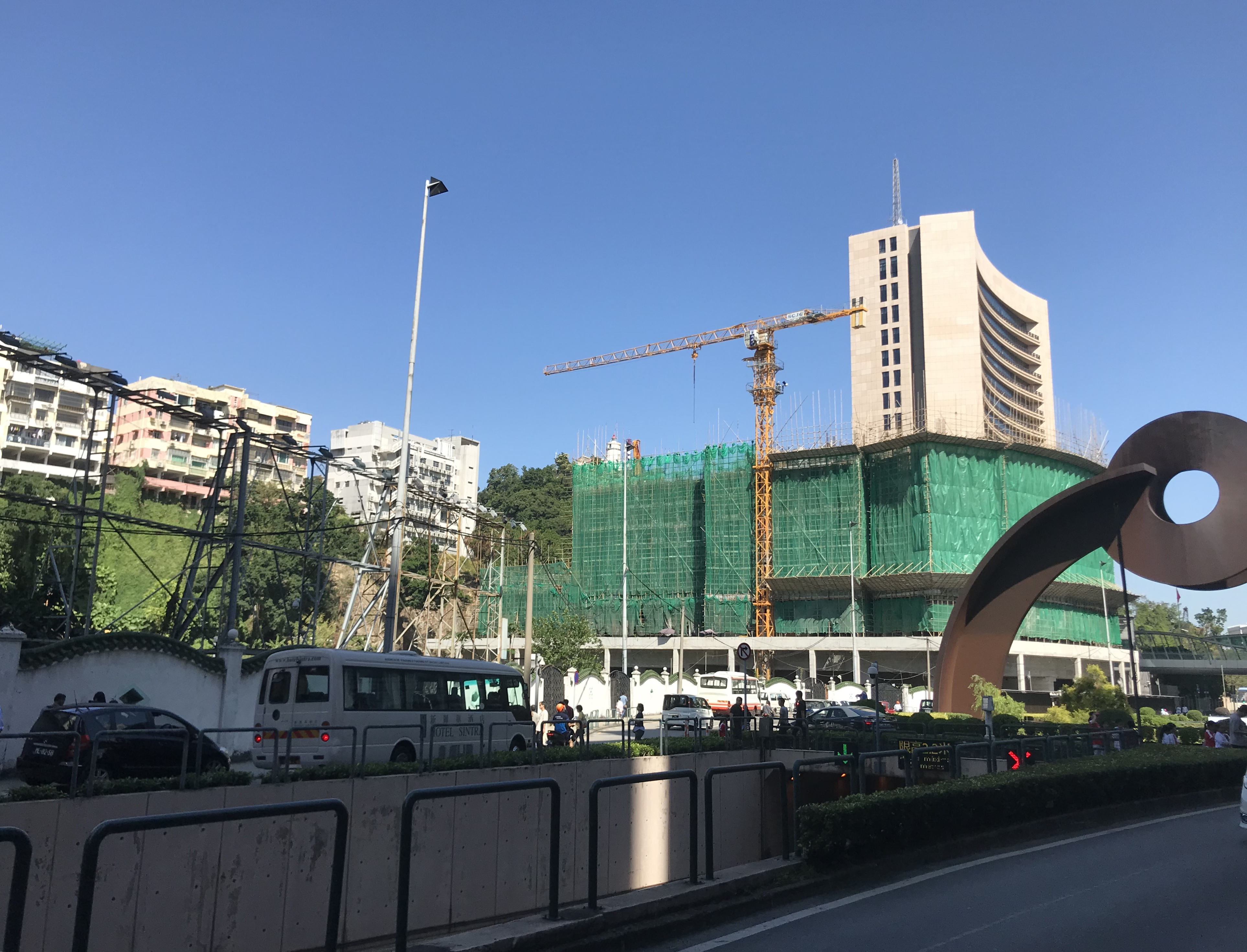
2018年的景觀，時澳門特首何厚鏵在2008年簽署第83/2008號行政長官批示（俗稱「限高批示」）仍然無阻東望洋燈塔的景觀進一步被破壞

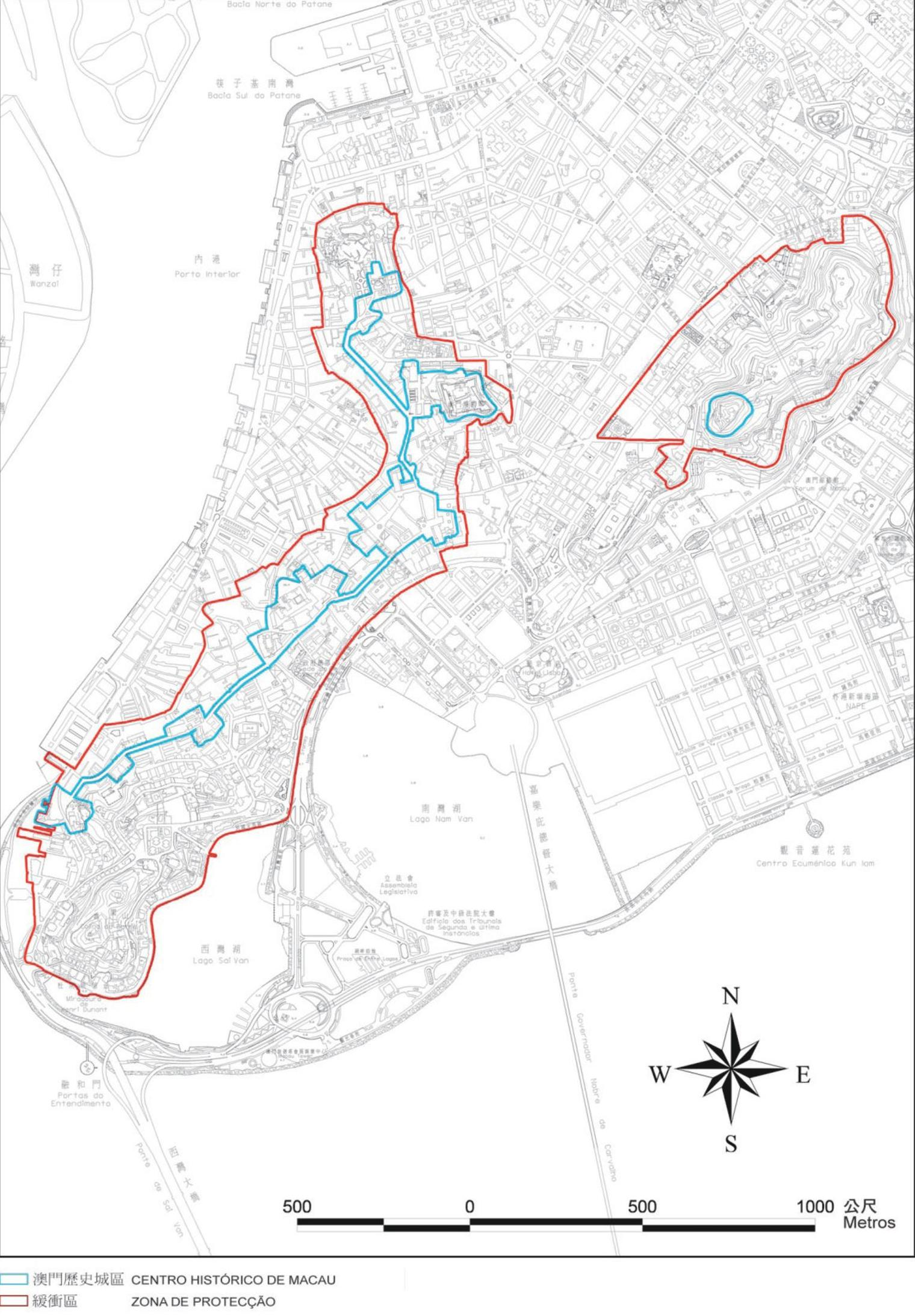
澳門世界遺產周邊實行限高保護圖則

2006年8月，當局公佈對澳門半島新口岸羅理基博士大馬路一帶開展的整治方案。該方案顯示，羅理基博士大馬路山邊多個地段的建築物高度限制被大幅放寬，其中第134地段的高度被放寬至海拔135米，旁邊多幅地段的建築高度放寬至99.9米至99米不等。方案制訂者認同「受到松山燈塔的標高和主要視線範圍影響，建築物的高度受規限」，但同時又以134地段不在燈塔的主要視線範圍之內而容許「適當放寬」建築物的高度限制，當中第136地段則批給予中央人民政府駐澳門特別行政區聯絡辦公室（中聯辦）興建99.9米高的辦公大樓，寓意澳門於1999年12月20日回歸中國。中聯辦大樓是在東望洋山腳下一系列新批的超高建築物圖則中首先動工並唯一已建造完成的高樓，它是經中國政府同意，並由國家財政部正式批准立項建設，且舉行了隆重的奠基儀式。在中聯辦大樓還處於地基建造階段時有聲音指出，即使是關注文物保護團體敢於與中聯辦「撕破情面」，也不可能阻止工程繼續進行。
澳門立法會議員區錦新指出，當局在廢止兩訓令後即計劃將新口岸羅理基博士大馬路一帶之建築高度放寬至90米甚或135米，這一系列高層建築一旦建成，將猶如築成一大座環形混凝土牆，將東望洋山從新口岸方向包圍，小城的優美外貌從此將為「石屎（混凝土）森林」所取代，他質疑當局是否為了澳門城市的發展需要，破壞原有城貌是在所不惜。
2007年，當地民間團體「保護東望洋燈塔關注組」（Concern Group for the Protection of the Guia Lighthouse）遞交了一封名為《世界文化遺產：「澳門歷史城區」正遭到嚴重破壞的危險（World Heritage Site: “The Historic Centre of Macao” is in danger）》的信函給世界遺產中心，內容闡述道：

……於2005年德班會議上，世界遺產委員會經過一系列嚴格的審核後作出決議：將「澳門歷史城區」列入〈世界文化遺產名錄〉，及建議：「全力發展一套 管理制度以求在現代環境下，保存文物區現有之結構及視覺完整性及保留文 物區之主要景觀線。」……不幸地，多層超高層大廈正於「澳門歷史城區」的一個重要景區：東望洋燈塔南部及西南部山坡中興建，一旦建成，這些超高樓將對東望洋燈塔造成嚴重的負面影響，燈塔景區現有之結構及視覺完體性將不能保存，其主要之景觀線亦將受到損害。……期望聯合國教科文組織能認真處理有關事項，馬上派出專家組到澳門，研究東望洋燈塔面對的嚴重威脅，與各關注組織代表會晤，督促澳門政府採取有效措施，降低上述嚴重損害東望洋燈塔景區結構及視覺完體性的超高樓之高度，及建議擴大東望洋燈塔其南面和西南面之保護區及緩衝區。
儘管中聯辦在被抗議後作出讓步，將原計劃的99.9米降低至88米高，然而客觀結果是燈塔的景觀一樣被嚴重破壞（根據「限高批示」，中聯辦大樓所在位置的限高為90米），也導致地產發展商跟隨和仿效。

#### 135地段（興建中之大樓）

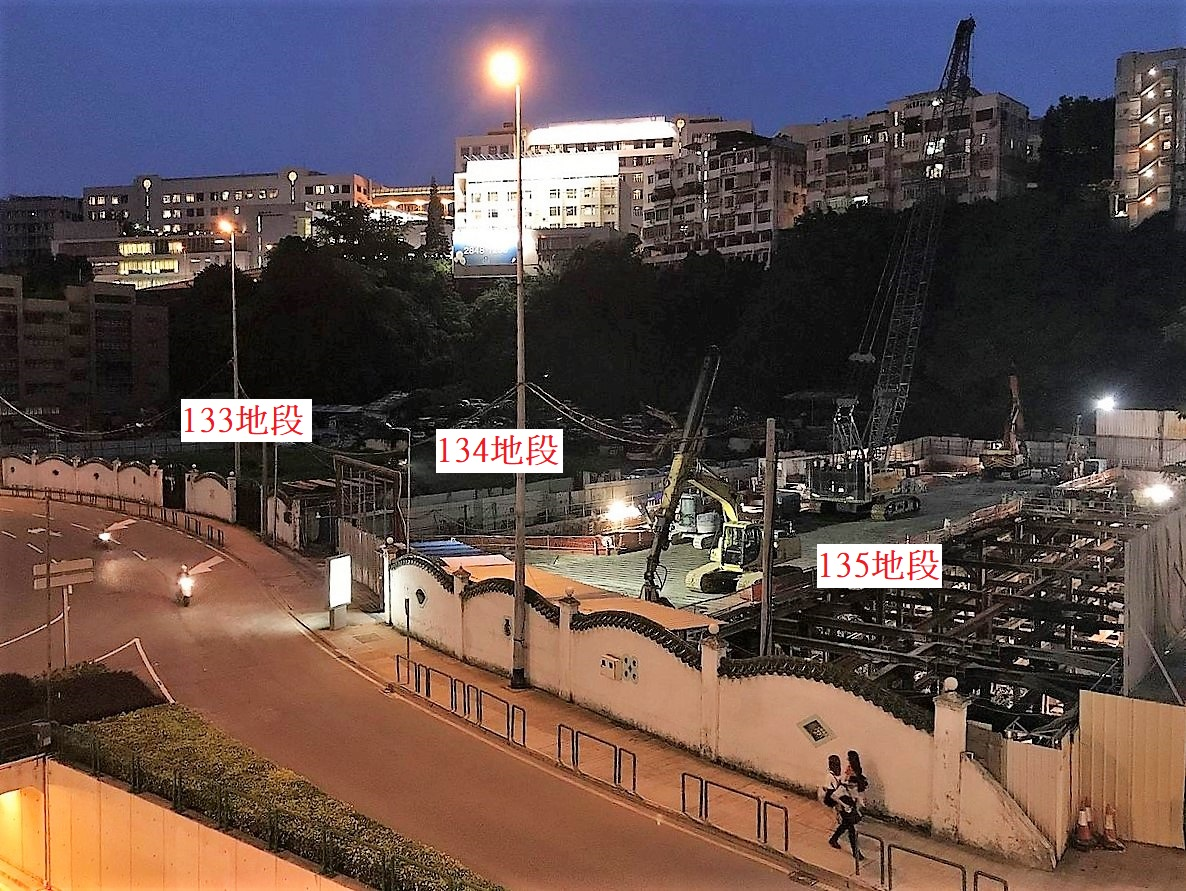
2016年中聯辦大樓旁135，134及133地段的狀況，135地段正在興建一幢樓高33層的樓宇，當中5層為地庫，作住宅、商業及停車場用途，其高度被指會進一步破壞燈塔的景觀

2015年，運輸工務司司長羅立文批准位於澳門中聯辦大樓旁邊的土地（新口岸填海區135地段，現為羅理基博士大馬路527-553號）申請重新利用，該地將會興建一幢樓高33層的商住樓宇。由於土地位處燈塔周邊限高區域，很有可能會遮擋燈塔景觀，對此時文化局局長吳衛鳴表示，樓宇的高度已經諮詢過文化局，90米的限高符合世遺標準和法律。他又表示松山周邊的建築物高度非常敏感，但隨著社會進步，必需要在文化保育和發展上取得平衡，又指文化局已經盡力。

#### 133與134地段
2006年，有消息傳出在中聯辦大樓與聖羅撒女子中學（英文部）之間編號為134地段和135地段的地皮跟中聯辦大樓一樣獲批建超過130米的超高樓，建成後將嚴重破壞東望洋燈塔景觀，引起社會反彈。經過民間組織抗議後，當局頒佈《第83/2008號》批示壓低區內建築的高度限制，燈塔危機暫時解除，然而中聯辦大樓已成區內指標，跟135地段一樣獲批建90米。有城市規劃委員會委員指出高樓建成後，市民在區內將無法看到燈塔，批評審批部門仍然漠視民意和輕易無視城市規劃委員會的意見。
2016年，廉政總署在揭露澳門的16幅「放生閒置地」（長時間沒有開發的土地）中有3幅已經過期，按照新《土地法》必須收回。根據政府公報，134地段和135地段分別在1982和83年批出，已過25年批地期限，但仍未見當局有收回行動，其中135地段在同年更獲土地工務運輸局發出規劃條件圖，被媒體質疑是否「偷偷放生」。
工務局事後回應表示，新口岸面積為3,520平方米的133地段及面積為7,802平方米的134地段早在1940及50年代批出，並且已在1991年及1998年獲轉為確定性批給，但該地段一直被空置，局方又以1980年的航空照片及房屋局登記編號為理據，以證明在兩地段裡興建過大樓。134地段的土地批給人行政會成員廖澤雲表示，長期空置是因為從2004年買入土地之後，受東望洋燈塔附近建築限高影響，雖已將原計劃的興建135米壓低至90米，但一直未得到政府回應，所以10多年來都沒辦法開發，又表示損失約有16億澳門元以及不知道賠償方案。
然而有媒體報導指出，根據《政府公報》，有關地段在當年只是別墅用地，可發展的土地面積僅71㎡，大部分批地只能用作花園（3820㎡）。1983年，發展商曾要求將用地改為商住樓宇，但因規劃問題未獲當年的澳葡政府批准，之後政府從無公示有關地段可更改用途，亦沒有說明重建高層住宅要補多少地價。經媒體翻查相關文獻後，該地段曾建有高可寧家族所擁有的「大業別墅」，別墅當時樓高2層半，在1980年代後期荒廢，1995年拆除後曾一度被用作廢車場，之後地產界流傳地段曾多次轉手。根據《土地法》，即使是已獲轉確定性批給的土地，之後再重建加高、更改土地用途也須重新刊憲及計算溢價金。兩地段分別在2011及2013年批出街線圖，獲准興建90米高的商住樓宇，至今《政府公報》再無出現有關該地段的其他批示。
2020年6月，「羅理基博士大馬路465-513號（新口岸填海區134街區）」項目再度引發爭議。直選議員蘇嘉豪在立法會上提出相關問題，運輸工務司司長羅立文回應表示：「我諗大家都知道，呢個唔係秘密，澳門地產（商）係畀政府一個好大的壓力……佢地要起到盡，呢個係一個澳門嘅特色。」（我想大家都知道，這不是秘密，澳門地產商給政府一個很大的壓力……他們能建多高就會建多高，這是一個澳門的特色），他又表示135地段已建成，是「實沒有辦法」、「過去的事就算了」，而對於134地段，他表示政府肯定是會遵守燈塔周邊限高批示，但「眾所周知」，發展商肯定會「起到盡」（能建多高就建多高），「呢個係澳門特色，澳門係咁樣」（這個是澳門特色，澳門就是如此）。
就坊間的質疑，文化局表示「其規劃條件及建築高度皆符合該批示內的要求，故未預見有必要開展遺產影響評估的工作」。當地保育團體「保護東望洋燈塔關注組」於6月10日向聯合國教科文組織發出緊急呼籲，請求教科文組織伸出援手，關注組亦提到現行法規完全不足夠去維護東望洋燈塔的視覺完整性和主要景觀視廊。多名建築師及相關人士也就東望洋燈塔的景觀危機發表意見：國際文化紀念物與歷史場所委員會成員、建築師呂澤強表示，政府應該有更嚴格的限制，又指該建築高度對燈塔景觀構成一定的影響，認為須就建築對景觀的影響進行評估或環評，同為國際文化紀念物與歷史場所委員會成員的建築師Maria José de Freitas也發表文章對草案提出質疑；建築師Mário Duque則表示考慮到燈塔的功能，燈塔必須要能被看見，而東望洋燈塔是文化遺產，有重要的意義及價值，又表示雖然當今燈塔的功能在現代航海中已變得次要，但如被高樓大廈重重包圍便會削弱其文化與歷史意義。建築師João Palla表示澳門的景觀特色面臨威脅，認為政府對民間各種不同意見以及城市不同角度的景觀應有更大的敏感度，又認為東望洋燈塔的景觀與西望洋山、大炮台等互有關聯，應加強保護以保存澳門的山體故事。聖若瑟大學歷史與遺產研究碩士學生Sandy Lam則認為文化局的解釋並不合理，她指出從相片可見，由1996年至今新建築對東望洋山的景觀已造成重大影響。

#### 東望洋斜巷超高樓項目

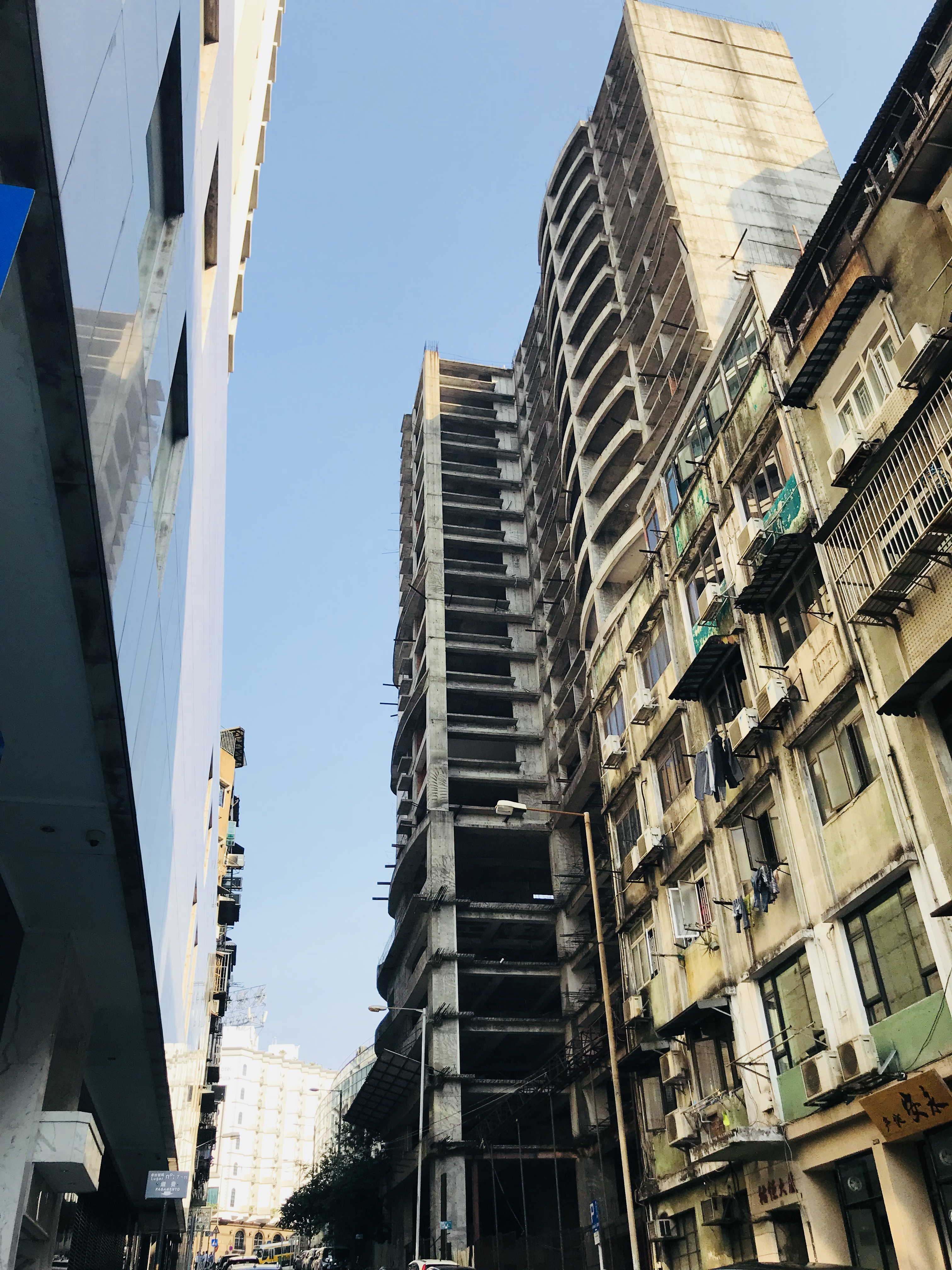
原本計劃興建126米的東望洋斜巷超高樓已建至81米，超出第83/2008號批示的52.5米限制

2008年前，澳門特區政府視東望洋山週邊為「白區」（可以任意發展的土地），肆意批准興建百米高樓，遠高於東望洋山的高度，造成景觀破壞，動搖到世遺的地位。其中一個位於東望洋斜巷的項目獲批准建至海拔126米，高出東望洋燈塔36米。2007年，經澳門居民投訴後，世遺組織即時派員到澳門視察及核實有關投訴，轉而追問中國中央政府，其後時任澳門行政長官何厚鏵簽署第83/2008號行政長官批示（俗稱「限高批示」），限制東望洋燈塔周邊興建的樓宇的高度，受批示影響的東望洋斜巷超高樓項目隨之停工，該工程由自2012年因受賄、洗錢及濫用職權等罪被監禁的前運輸工務司司長歐文龍在位時批准。
2016年8月，民間保護文物團體「保護東望洋燈塔關注組」作出預警：根據行政長官第83/2008號批示，位於東望洋斜巷的逾百米高樓位於限高批示區6，分區6-3，許可之建築高度為52.5米。容許建至80米已違高度限制，然而在第83/2008號批示公佈後，有關部門仍容許東望洋斜巷之「問題超高樓」工程繼續進行，結果多建了四層至海拔高度80米，遠高於高度52.5米的高度限制。「關注組」表示一錯不能再錯，現任行政長官有責任帶頭遵守行政長官第83/2008號批示，降低上述樓宇超建高度，以符合高度限制。並說：「任何容許超出限高令的安排，必對東望洋燈塔造成嚴重的負面影響，均令澳門市民、國際社會及聯合國教科文組織又一次懷疑現任行政長官保護世遺的誠意，影響澳門世界文化遺產的評級。」
2016年10月25日，事隔8年後，政府在經過與地產發展商的秘密「協商」後容許停工8年的東望洋斜巷超高樓保留已建高度。發展商已按此高度編製樓宇建築計劃，並被政府當局審批中。有團體計劃再次去信聯合國教科文組織投訴，澳門城市規劃委員會委員陳德勝批評政府帶頭違法破壞世遺，破壞澳門法治精神。對於運輸工務司司長羅立文回應議員質詢時稱，有關項目「已經建到81米這麽高，執埋手尾（做好收尾工作）就算了，不要追究」，陳德勝以德國的例子作比較，他指出，2004年德國科隆大教堂當地政府批准在教堂外一公里的萊茵河對岸興建多棟140米的超高樓，因此差點被剔出世遺，教科文組織警告後，一個月內全部拆除，問「別的政府有沒有用『建了就算了』作為理由呢？」
澳門議員區錦新提出書面質詢，反駁時澳門文化局局長吳衛鳴所稱「在行政長官第83/2008號批示生效前，政府已批准該項目建築物高度為126米，在建到81米後被政府要求停工，而現時的高度亦是存在的客觀事實，大家不能抽離事實，要客觀去討論。」他指出：「現實是該發展商在行政長官第83/2008號批示生效後卻並未遵守該批示的52.5米高的規定，反而是乘政府反應遲鈍而瘋狂加快興建速度，直至被政府勒令停工才停下來。這才有81米這個高度。事實上，這81米的高度就是一個違法行為的產物，是否可以因為存在就是合理、就要承認、就不能嚴格遵守行政長官第83/2008號批示進行限高？」他亦指出，第83/2008號行政長官批示對東望洋山週邊樓宇的限高，是因應世遺組織的批評、中央政府的「關注」、澳門市民的反對，才逼使特區政府作出的法律規定。
2020年6月13日，文化局於新聞稿表示局方早前已在中國國家文物局的協助下，委託了中國文化遺產研究院，根據世界遺產中心的指引完成了遺產影響評估工作，評估認為該項目應維持現時高度，有關的遺產影響評估報告亦已交世界遺産中心。呂澤強和João Palla就文化局委託了中國文化遺產研究院表示驚訝，他們認為澳門亦有專業人才可作相關評估，João Palla又認為相關工作該由文化局負責，然而文化局卻另找機構去作評估。
2022年6月7日，文化局旗下的文化遺產委員會召開全體會議，在議程中討論停工已久的東望洋斜巷18-20號超高樓的新設計。樓宇業權人提交的修改設計建議，在維持現有的高度即81.32米下，立面改為玻璃設計。文化局局長梁惠敏表示相關設計是「基本」符合聯合國教科文組織決議要求，局方將按相關規定繼續跟進，並儘量與周邊環境協調。另一方面，社會組織“保護東望洋燈塔關注組”不接受相關決定，發言人陳德勝批評當局「擘大眼，講大話」，又指在2018年時當時聯合國教科文組織回覆關注組的查詢時就已表明，關注東望洋燈塔周邊的景觀保護及樓宇高度，並要求政府做好保護文物，尤其在完善東望洋燈塔360度景觀的保護。前立法會議員蘇嘉豪亦批評當局講法與事實不符，指出新澳門學社在2016年派人到聯合國教科文組織總部反映東望洋斜巷超高樓情況。當時世遺中心清楚表明不同意東望洋斜巷超高樓項目，因為會對燈塔景觀帶來不可逆轉的破壞。
2023年4月，超高樓項目復工，而據當局發出的工程准照，該工程有效期限由2023年2月9日至2026年1月10日，一直關注東望洋燈塔景觀的保護東望洋燈塔關注組再去信聯合國教科文組織要求對方叫停工程。關注組在信中稱，「為了避免對遺產的視覺完整性造成任何不可逆轉的損害，我們要求聯合國教科文組織建議締約國在該建築的高度和設計獲得聯合國教科文組織諮詢機構批准之前不要頒發任何工程許可。」

#### 漁人碼頭項目

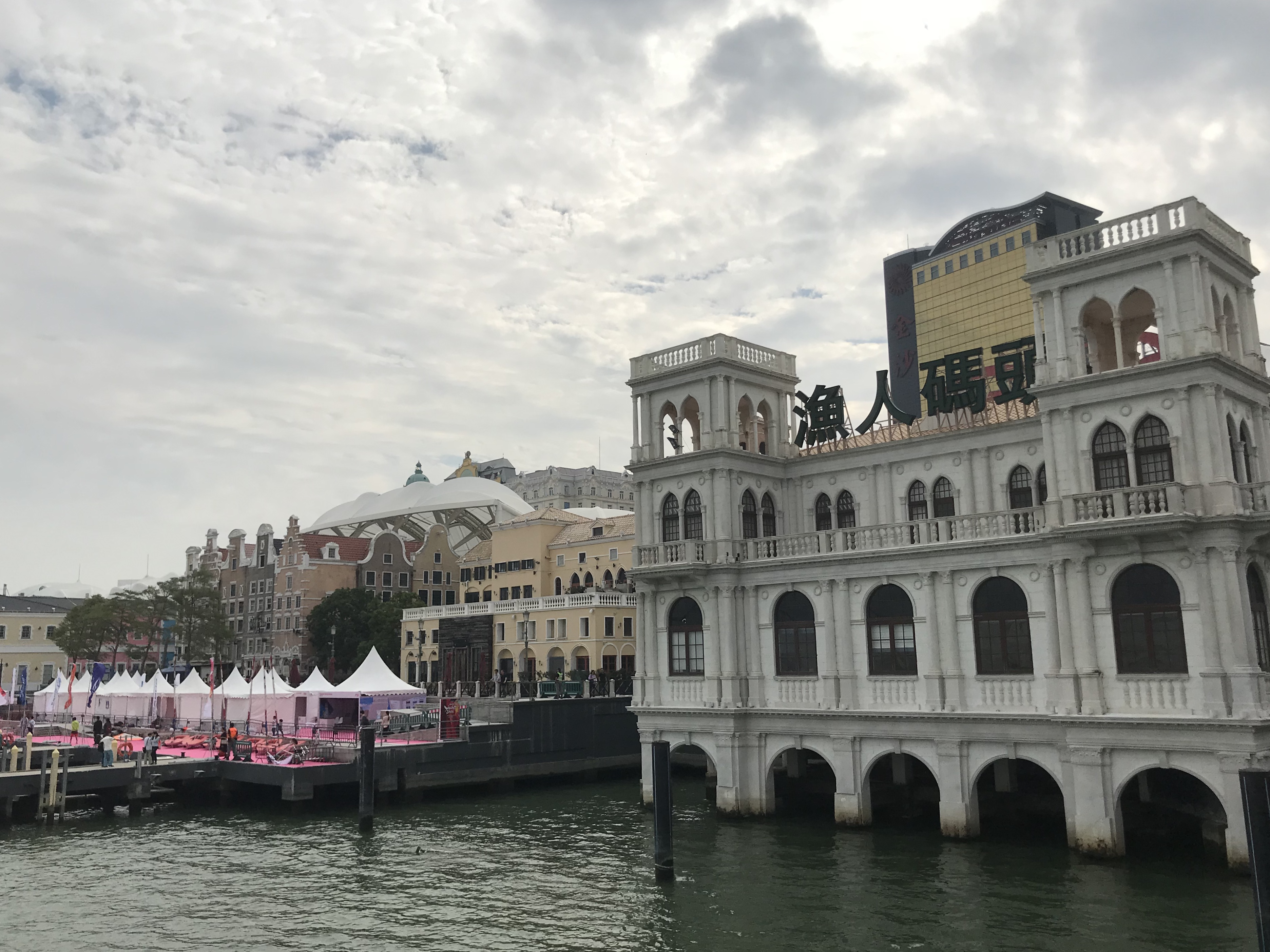
澳門漁人碼頭的酒店建築項目被聯合國教科文組織世界遺產中心點名，指其高樓發展破壞包括東望洋燈塔在內的世遺景觀

澳門漁人碼頭位處東望洋燈塔周邊區域。2014年，城規會討論漁人碼頭A地段項目時，有十多份公眾意見質疑為何工務局只批60米。時城規廳廳長劉榕在會上曾表示，「新發展項目只高48米，60米是前一張街線圖的規劃建議，文化局的非約束性意見也是60米。」當時文化局和工務局城規廳都一致堅持建議限高60米。然而9個月後，上述意見被作廢，規劃被推倒重來，工務局公示漁人碼頭A地段街線圖，可建高度從原來的60米突然放高至90米，相較城規會去2014年8月討論的規劃方案放高了1/3，地積比亦從原來的1.7倍增至2.6倍，覆蓋率從42%增至55%，估計可建樓面面積增加接近一半。而文化局在第二份草圖上再沒有表達任何意見。
工務局「三放」漁人碼頭A地段規劃條件圖，引起民間極大爭議。文化局局長吳衛鳴起初表示，當局對保護世遺景觀的態度沒變，但被傳媒多次追問後承認已向城規會遞交「限高90米」的建議，又謂意見是基於第83/2009號批示作出，又說「澳門是法治社會，要尊重批示要求」。被問到文化局是否有壓力，放高漁頭會否與當初「保護世遺景觀」的理念背道而馳？吳衛鳴謂不清楚細節，又指文化局提交予城規會的意見不具約束力，最終方案「交給權責部門（工務局）去解說會較適合」。
2015年8月11日，城規委員胡玉沛指出，批人（勵駿創建集團，澳門漁人碼頭持有者）2014年年報的22頁，有提到會發展重要項目，包括一間「勵駿酒店」，當中有寫明「增加酒店高度的申請已提交予澳門政府審批」：「我想提出有關審批流程的考慮，先後次序是否倒轉了？我們在2014年8月1日第六次會議中有討論過這個規劃條件圖，當時A地塊的海拔高度是60米，地積比為1.7，最大許可覆蓋率是42%。但現在卻貿然將兩大開發強度的指標大幅提升，我想知道當局是否『度身訂造』？或者有些事情，委員及公眾都不清晰？」
2015年8月30日，勵駿創建有限公司行政總裁周錦輝在接受澳廣視訪問時說漁人碼頭相關項目增高至90米合法合理，他說由60米申請加高至90米，是因為「有工務局官員建議，這樣做只是『程序』不是『放寬』」。他又說燈塔是為海上的船隻指引航道的，不是為了讓陸上的人看的，指反對加高的市民「不要歪曲歷史」。
城規委員陳德勝說：「我代表附近居民堅決反對漁人碼頭A地段放高至90米。我不理解，在第一次討論後，是否很多人要求興建90米，才令工務局有『三放』決定？工務局說很多人反對，為何18個人（2014年首次公示18份意見只有7份要求放高）可以決定我們的命運？」他說，90米是法定的極限，質疑是否所有沿岸高樓都要興建至90米才符合特首批示的要求，是否間接「把特首推到前面來當箭靶」，又說「當時特首做這份批示（第83/2008號法規）是善意的，教科文組織對澳門提出警告，制訂得十分匆忙，我不說當中是對是錯。」他又指當年中聯辦都願意降低中聯辦大樓10米高度，質疑為何該案不可降低。
2018年2月27日，漁人碼頭總裁陳美儀表示，計劃將漁人碼頭A地段項目限高改回60米，以回應社會憂慮。陳德勝對此舉表示認同，又說一旦政府容許漁人碼頭興建超高樓，將會導致東望洋燈塔的燈光不能直射到海面，而是照到建築物身上，會「有辱聯合國教科文組織對我們的認同及幫助」。

### 聯合國教科文組織的反應
2015年，新澳門學社就世遺景點的保護提出申訴，並且到聯合國教科文組織在巴黎的總部提交報告，指出中聯辦大樓阻礙了世界文化遺產東望洋燈塔的景觀。報告遞交一年後，教科文組織發言人表示他們仍然在等待著中方的回覆。聯合國教科文組織最近一次到澳門考察是在2007年。
2017年6月，世界遺產中心分析澳門保護狀況報告後發表決議草案，嚴厲指出澳門政府對世遺保護的多個問題，強烈關注高樓建築對包括東望洋燈塔在內的世遺景觀所造成的破壞，並點名澳門漁人碼頭的酒店建築項目。草案提交同年7月初舉辦的世界遺產委員會第四十一屆大會進行審議，澳門政府須派代表出席解釋，又要求澳門特區政府於2018年12月1日提交「管理規劃」，同時需提填海及城規資料。
因應教科文組織的批評，澳門文化局在同年6月赴北京向國家文物局尋求協助，文化局局長梁曉鳴轉述稱，國家文物局認為教科文組織世遺中心的關注是正常程序，「是一件好事」，總比出事再補救好，他又稱將會隨國家代表團出席大會解釋相關問題。對於教科文組織批評澳門「護遺失職」，文化局表示，國家文物局負責人向當局提供了贊成放高東望洋超高樓高度的意見，是經過了國家部門同意，稱自己也是「一把辛酸淚」。對於世遺中心決議草案對澳門方面的措辭比較強硬，例如關注到世遺城區周邊建築物的高度、城市規劃等，梁曉鳴認為草案提出的關注是會議的正常程序，又指每年都有大量類似議題，他亦舉例澳門當年發生的「燈塔事件」更嚴重，一度被放在教科文組織的觀察名單，兩者性質不同，他亦稱，雖然決議草案中分析研究部分的措辭比較嚴厲，但整份草案比較客觀和講道理。
6月7日，文化局前局長吳衛鳴以個人原因辭去文遺會委員職務，他在位期間被批評不理會破壞世遺景觀爭議，放任東望洋超高樓按80多米的高度繼續興建。有媒體認為，當局說世遺中心的關注「是一件好事」，但其實問題很嚴重，因為這表示澳門歷史城區已經被聯合國教科文組織亮「黃牌」。不單影響到澳門特區的聲譽，也關係到中國的名譽。倘在在2018年12月1日前未能按照世遺中心的要求進行善後整改，可能就會被亮「紅牌」，甚至是除名，是一個很嚴重的教訓。
同年7月，世界遺產委員會第四十一屆大會舉行，在無異議之下正式通過澳門政府世遺保育不力的警告決議，決議要求：
- 澳門政府盡快完成編製被拖延的《歷史城區保護和管理計劃》；
- 對未來展開的建築項目進行「遺產影響評估」；
- 對日後進行的填海工程制訂「填海計劃總綱」。

以上三點均須事先提交世界遺產中心進行審核，確保澳門歷史城區不被任何惡性發展所破壞。又要求在2018年12月前向世界遺產中心提交報告，交代澳門歷史城區保護狀況和針對上述工作的執行進度，供2019年第四十三屆大會審議。
2018年3月，新澳門學社向聯合國教科文世遺中心提交「澳門世遺保育民間觀察報告」，其中強調東望洋山與西望洋山景觀屢受威脅。世遺中心總監茹絲勒（Mechtild Rössler）覆函保證將密切跟進澳門世遺保育情況，包括澳門總體城市規劃及2018年底限期前提交的世遺保護計劃工作報告。另外，新澳門學社指出澳門政府至今沒有採取具體措施解除有關的高樓威脅，質疑當局一直在拖延，並希望在公眾忘記事件後再度動工興建高樓。
2025年7月，世界遺產大會召開前夕，聯合國教科文組織世界遺產委員會認定東望洋燈塔景觀會受到正在建設的「新城A區至新城B區跨海連接通道」（即「AB橋」）的影響，要求澳門當局須在「作出任何不可逆轉的決定之前」上交更詳細項目資料，包括須對「AB橋」規劃作出更全面的遺產影響評估。根據委員會對各國遺產分析和結論的報告，澳門當局沒有按要求向世遺中心交《「澳門歷史城區」保護及管理計劃》的最終草案版本。

## 外部連結
- 東望洋燈塔景觀保護行動 （页面存档备份，存于）
- 東望洋燈塔未來被建築物遮檔的虛擬動畫 （页面存档备份，存于）（鳥瞰）
- 東望洋燈塔未來被建築物遮檔的虛擬動畫 （页面存档备份，存于）（從羅理基博士大馬路往山上望）
- 向聯合國教科文組織提交歷史城區保護民間報告 保護東望洋燈塔關注組促政府履行國際承諾 （页面存档备份，存于）